# Thysanopoda pectinata
Thysanopoda pectinata är en kräftdjursart som beskrevs av Ortmann 1893. Thysanopoda pectinata ingår i släktet Thysanopoda och familjen lysräkor. Inga underarter finns listade i Catalogue of Life.